# Solidariedade
Die Solidariedade ist eine politische Partei in Brasilien, die im Jahr 2012 gegründet und 2013 endgültig registriert wurde. Ihre Parteiennummer ist 77. Ihre Farben sind Blau, Orange und Weiß. Im Dezember 2022 hatte sie 255.152 Mitglieder.

## Politische Arbeit
Die Partei unterstützte die Präsidentschaftskandidaturen des Partido da Social Democracia Brasileira (PSDB) bei den Wahlen 2014 (Aécio Neves als Gegenkandidat zu Dilma Rousseff),  2018  (Geraldo Alckmin) und im zweiten Wahlgang Fernando Haddad vom Partido dos Trabalhadores (PT). Bei den Wahlen 2022 unterstützte die Solidariedade das Bündnis Federação Brasil da Esperança zur Wahl von Luiz Inácio Lula da Silva.

## Mandatsträger
Die Partei hatte nach den Wahlen im November 2019 folgende politischen Ämter inne:
- Gouverneure: 0 (von 27 Gouverneuren in Brasilien)
- Bürgermeister (Wahl 2020): 93 (von 5.568)[3]
- Senatoren (Wahl 2022): 0 (von 81)[4]
- Bundesabgeordnete (Wahl 2022): 4 (von 513)[5]
- Staatsabgeordnete (Wahl 2018): 29 (von 1.059)[6]
- Stadträte (Wahl 2020): 1.348 (von 56.810)[7]

## Aufnahme des PROS
Im Oktober 2022 gab der Partido Republicano da Ordem Social (PROS) bekannt, dass er in Fusionsverhandlungen mit der Solidariedade stehe, nachdem er bei den Parlamentswahlen 2022 die Sperrklausel nicht erreicht hatte. Am 17. Oktober 2022 wurde jedoch von den nationalen Vorständen beider Parteien beschlossen, dass PROS in die Solidariedade eingegliedert wird. Die Eingliederung wurde am 14. Februar 2023 vom Obersten Wahlgericht ratifiziert.